# Örjan Persson
Orjan Persson (27 de agosto de 1942) é um ex-futebolista sueco que atuava como meio-campo.

## Carreira
Persson competiu na Copa do Mundo de 170, sediada no México, na qual a seleção de seu país terminou na nona colocação dentre os 16 participantes.